# Euromanx
Euromanx (code AITA : 3W ; code OACI : EMX) était une compagnie aérienne britannique basée à l'aéroport du Ronaldsway sur l'île de Man. 

## Histoire
La compagnie est fondée par Allan Keen, qui était alors directeur de la base Woodgate Aviation de l'île de Man, le 7 août 2002. Elle commence ses opérations le 19 août de la même année. Euromanx volait initialement grâce à des appareils en leasing incluant des Beechcraft 1900 et des ATR 42 provenant de Rossair, puis des Fokker F50 de Denim Air.
En septembre 2004, Corporate Jet Services investit dans Euromanx dans le but de renforcer sa position sur l'île de Man et introduit ses propres appareil en 2005. Ces appareils étaient 2 Avro RJ70 (immatriculé EI-CPJ et EI-CPK), 2 Dornier 328 (immatriculé D-CMTM et D-CPRW), 1 Dash 8-201 (OE-HBB) et 1 Dash 8-301 (OE-HBC). À la suite de cet investissement, Warren Seymour devient directeur de la compagnie. 
En octobre 2005, Euromanx restructure ses vols et met fin à toutes ses destinations internationales excepté Dublin. Elle arrête donc les liaisons vers Bristol, Southampton, Glasgow et Londres-Stansted.
En février 2006, Euromanx connaît une nouvelle restructuration et ferme sa liaison avec Dublin. Elle se sépare aussi de ses Dornier 328 et de ses Avro RJ70. Les opérations continuent dorénavant avec les 2 Dash 8 restant.
Elle fait faillite en mai 2008.

## Flotte

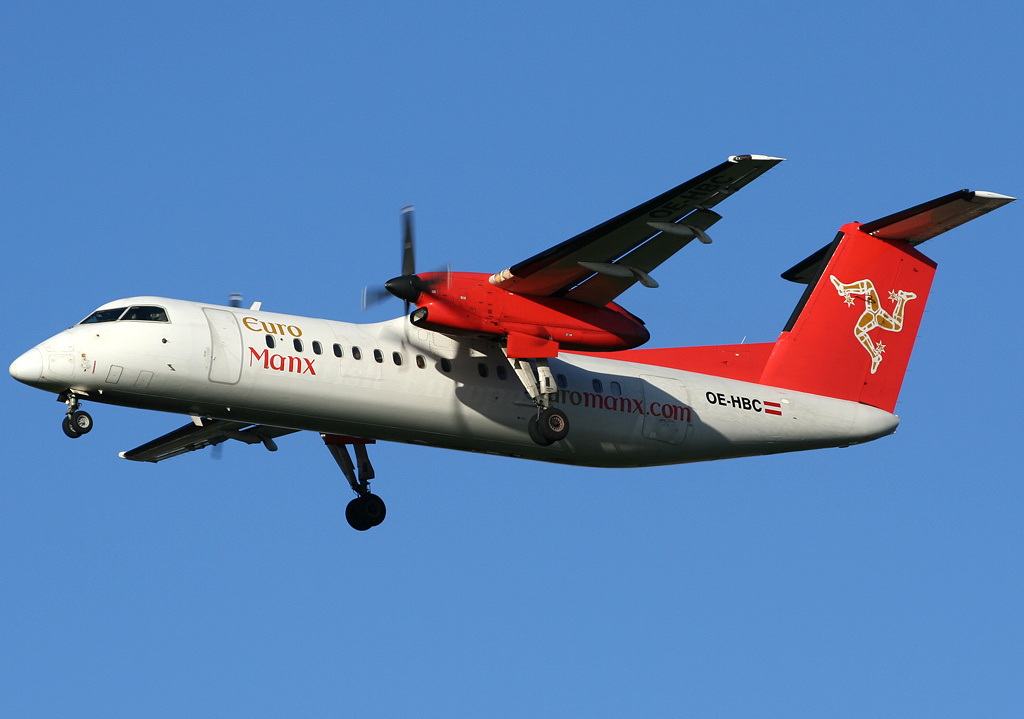
De Havilland Dash-8 Euromanx